# マルチカー
マルチカー（Multicar, ドイツ語での発音は「ムルティカー」）は、ドイツのヴァルタースハウゼンのハコ＝ヴェルケGmBHマルチカー工場（Hako-werke GmBH Multicar Factory）にて製造されている、多機能の小型トラックである。
また、旧東ドイツのIFA（車両製造工業協会）のブランドのうち、唯一生き残っているものである。農作業や資材運搬の他、清掃車、除雪車などとしても利用されている。

## 概要
1920年、現在の会社の前身となるADE社が設立された。この会社の名称は、創立者の名、Arthur Ade（アルトゥール・アーデ）にちなんでいる。ADE社は、農業機械、トレーラー、クラッチなどを生産した。第二次世界大戦後、「ヴァルタースハウゼン製作所」という名称で、1946年に操業を再開した。
1948年には、VEBヴァルタースハウゼン車両工場（VEB Fahrzeugwerk Waltershausen）と改称した。この名称は1991年の民営化（ハコ社への改称）まで使用された。
1956年には、「ディーゼルの働きアリ」という通称で知られる「DK3」型トラックの生産を開始した。DK3型は、ルートヴィヒスフェルデ工場で開発された、ディーゼル・エレクトリック方式の車両であった。
2年後の1958年には、「マルチカー」としての最初のモデルである「M21」型の生産が始まった。1964年までに、14,000台のM21型がヴァルタースハウゼンの工場から納車された。次の10年間には、「M22」型の生産ラインが稼働し、42,500台が生産された。また、1978年までは、M22型の後継である「M24」型が合計して25,600台生産され、そのうちの48%が輸出に回された。
IFAが開発した33kw（45PS）のエンジンを搭載した「M25」型は東ドイツの主要輸出品目となり、生産されたうちの70%がコメコン加入諸国と西側諸国に輸出された。
「マルチカー」シリーズは、1991年までに約10万台が生産された。また、1991年以降はフォルクスワーゲン製のエンジンを搭載した「モデル91」型として生産が継続された。
1991年、旧東ドイツの国営企業が民営化され、”Hans Koch & Son”の略称をとった「ハコ-ヴェルケ社」となった。会社再建の原動力となったのは、「マルチカー」ブランドにおける資材管理の元ディレクターであった、マンフレッド・ヴィンドゥス（Manfred Windus）であり、彼は1993年に社長に就任した。1993年から2009年までは、「M26」型が生産された。1998年、ハコ社はドイツの株式ファンドであるDeutsche Beteiligungsgesellschaftが保有する株式を購入し、筆頭株主となった。また、「TREMO」および「UX100」の生産拠点がヴァルタースハウゼンに移された。2001年には、新シリーズ「FUMO」（Function and Mobilityの略）の生産が開始された。2004年からは、クラウス＝マッファイ＝ヴェークマン社と協力しドイツ連邦軍用の装甲車「ESK ムンゴ」の生産を開始した。2005年、ハコ社社長のWalter Botschatzkiは、ドイツ連邦大統領ホルスト・ケーラーによりプール・ル・メリット勲章を授与された。
現行の「M27」型、「FUMO」および特に小型の「TREMO」は、ユーロ5排出基準を満たすエンジンを搭載している。現在は、一日当たり7台が生産されている。

## ギャラリー

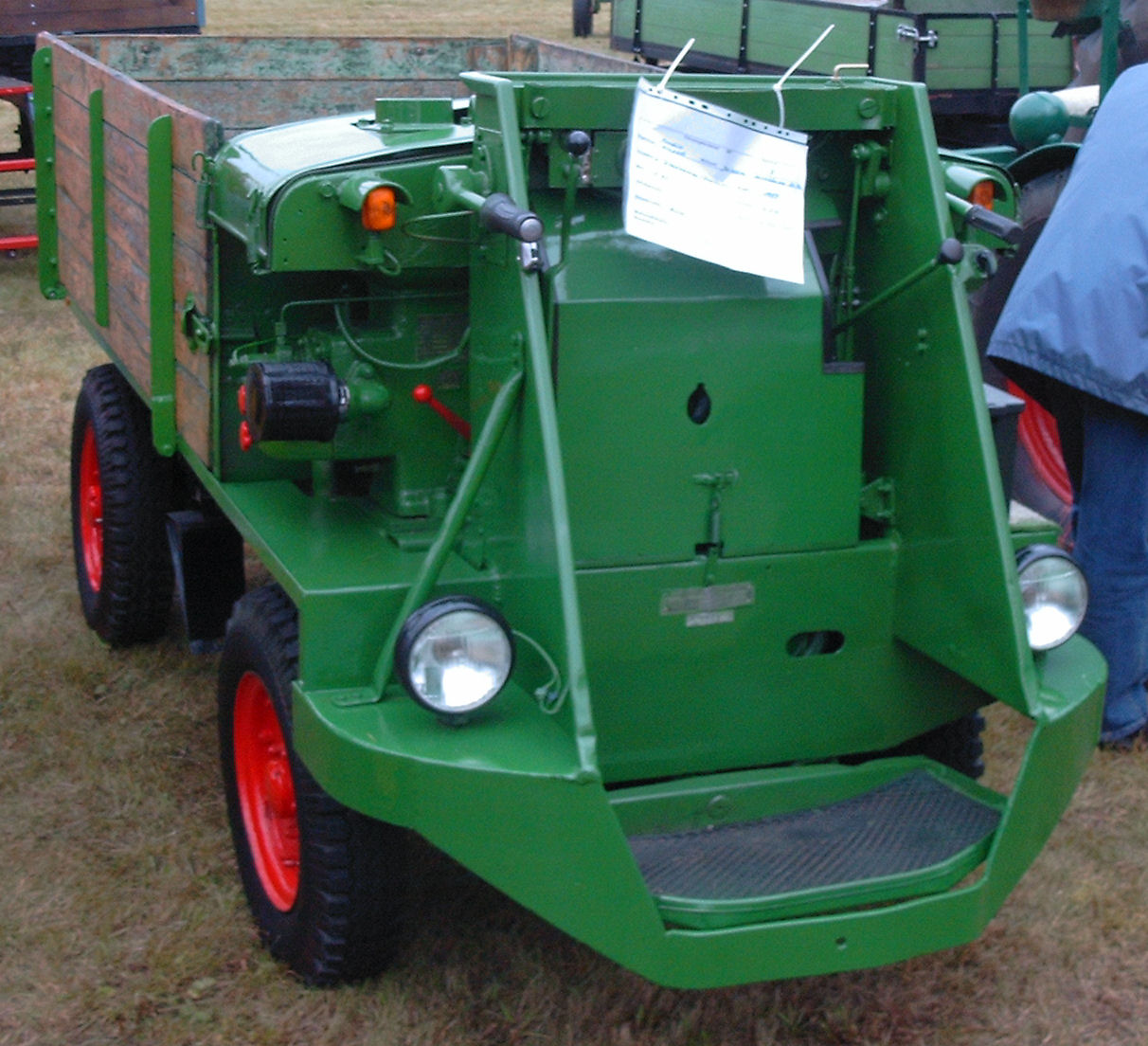
DK3型「ディーゼルカレ」 (Dieselkarre)
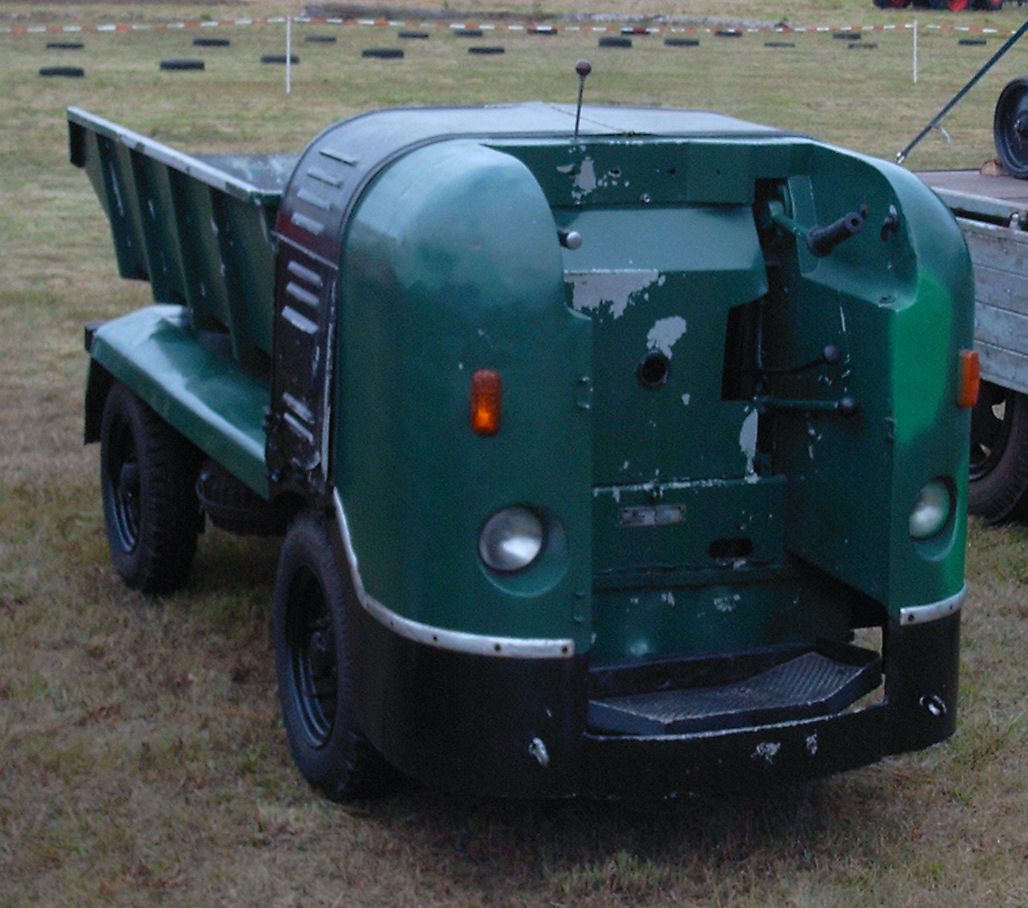
マルチカー M21型 「ディーゼルアマイゼ」 (Dieselameise)
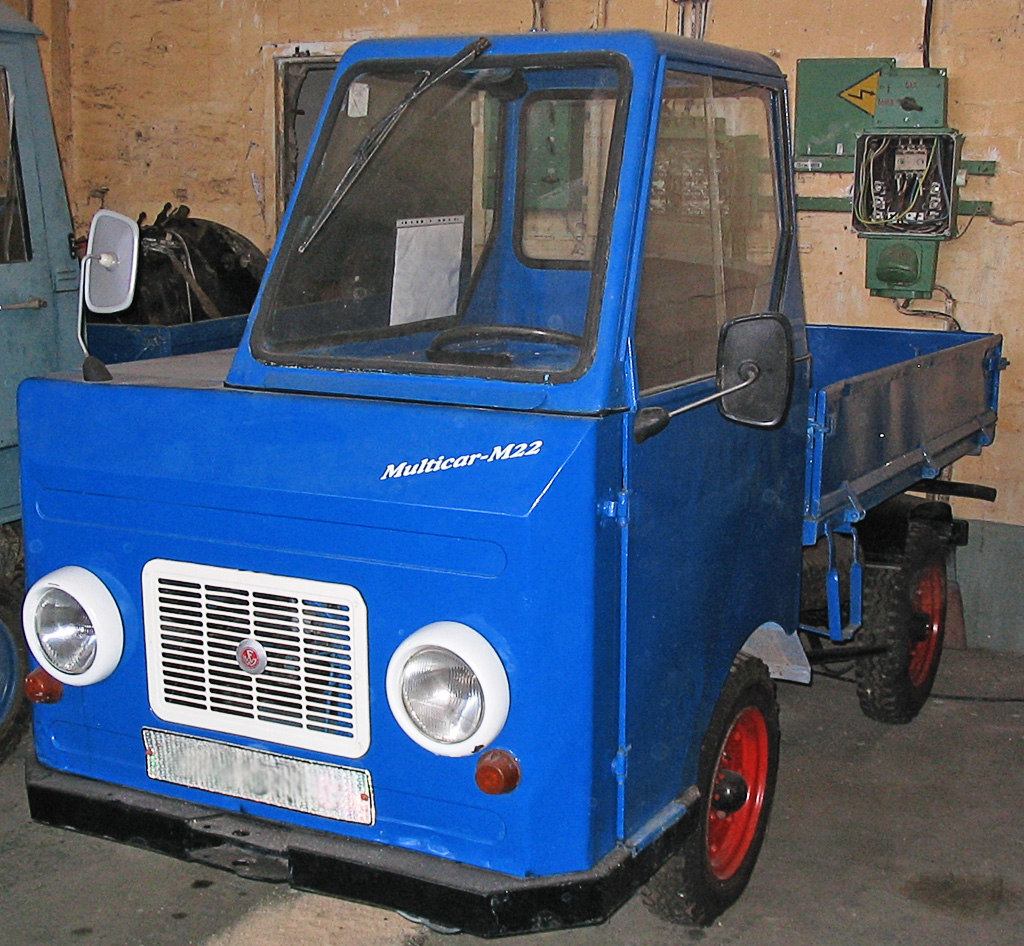
マルチカー M22型
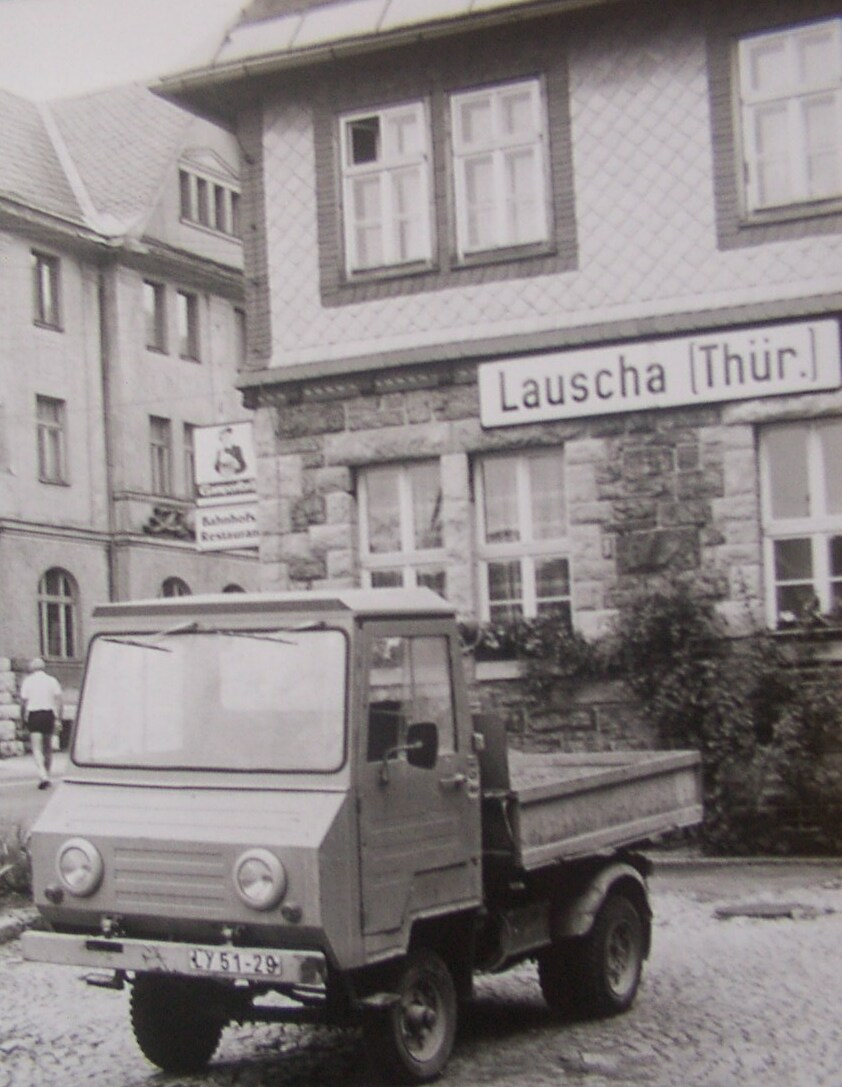
マルチカー M24型
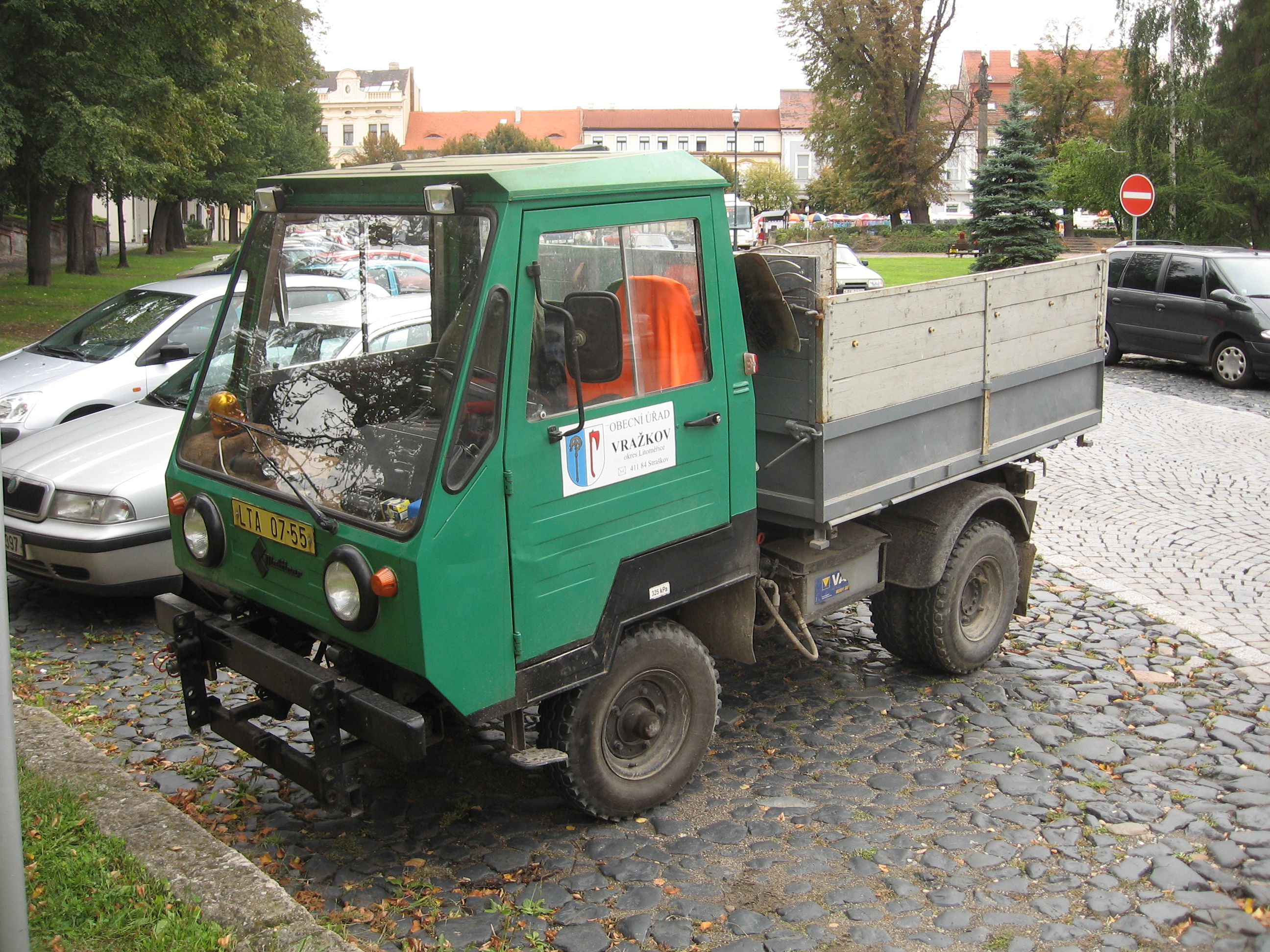
マルチカー M25型（1990年以前の仕様）
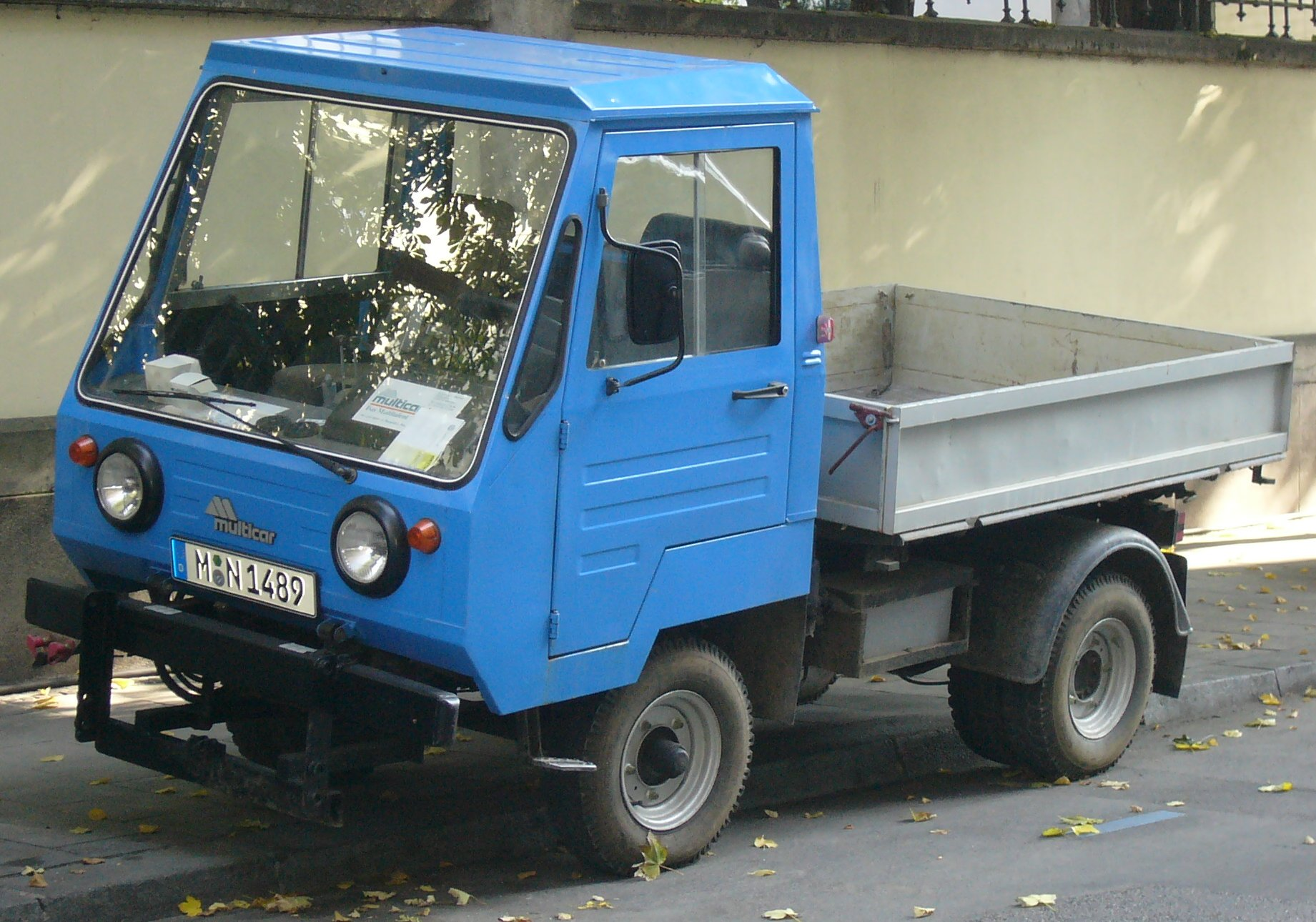
マルチカー M25型（1990年以降の仕様）
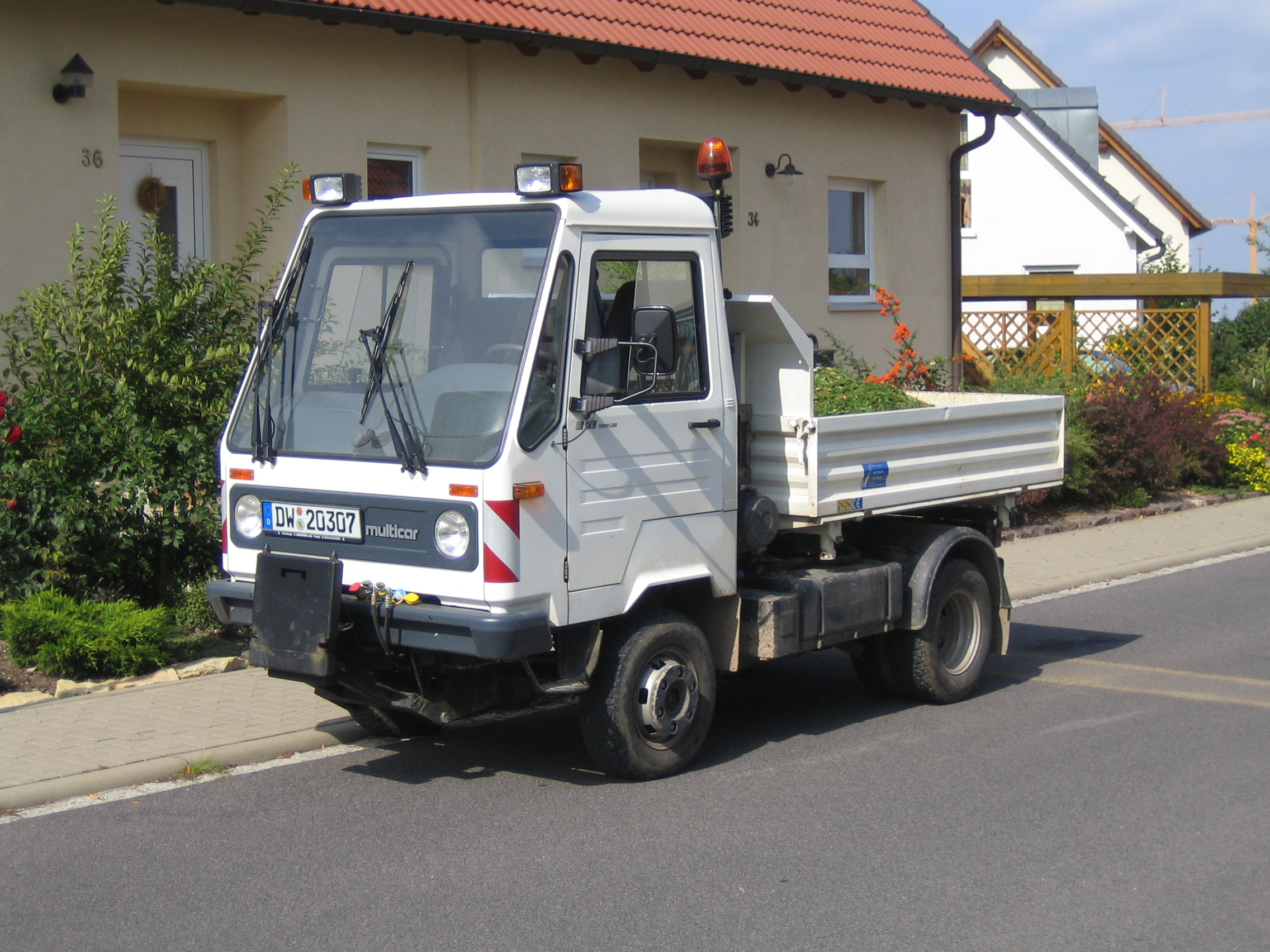
マルチカー M26型
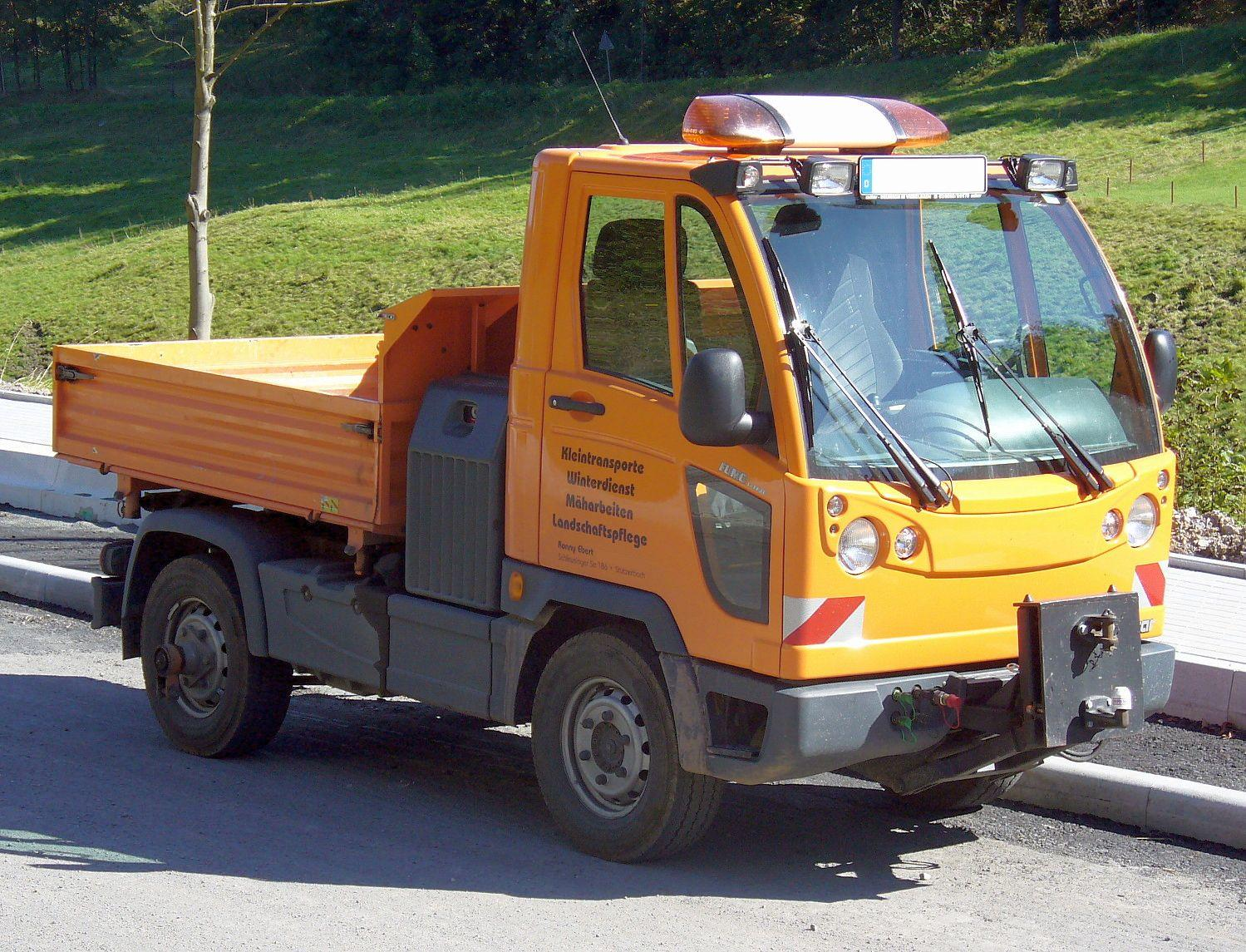
マルチカー・FUMOシリーズ
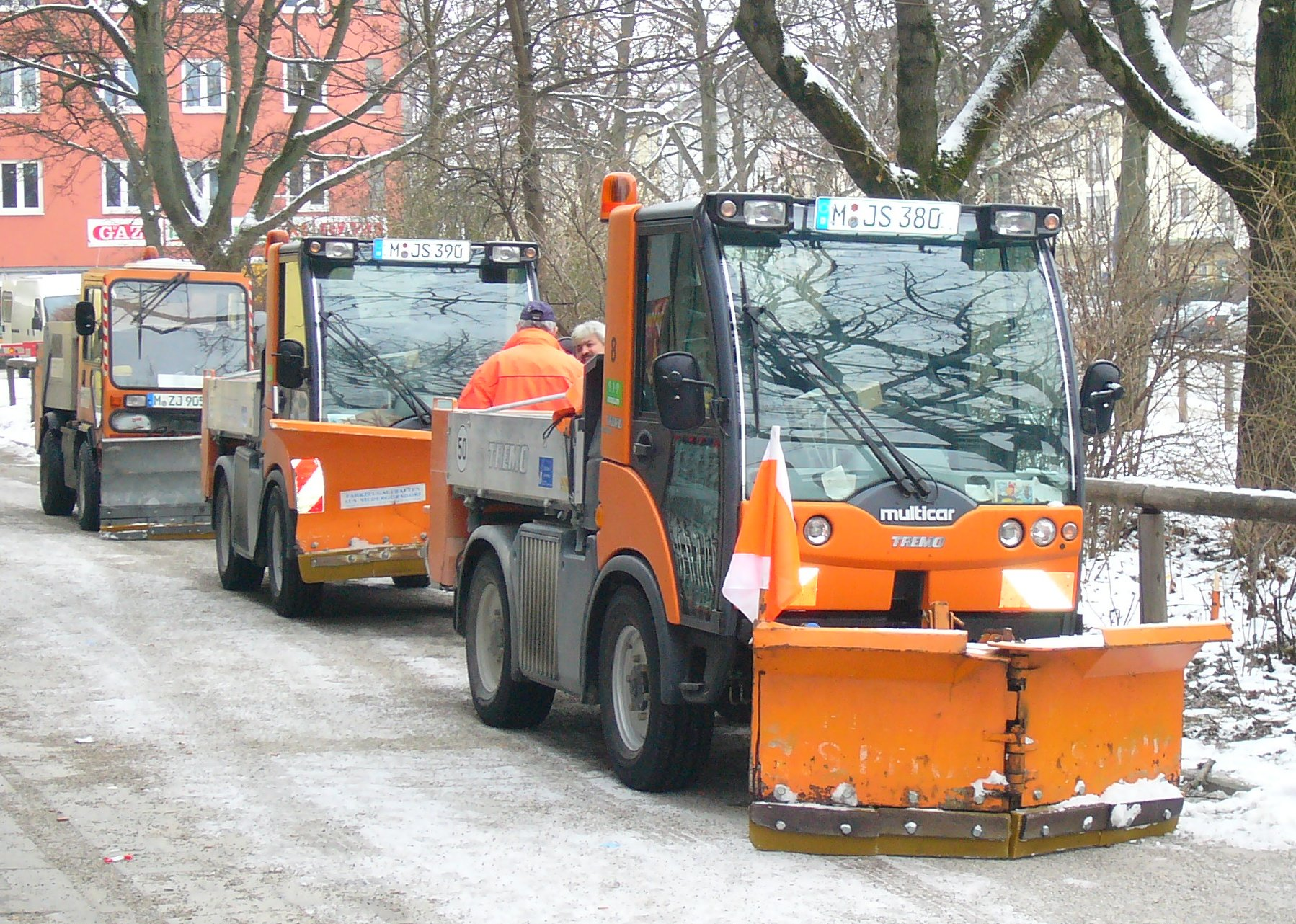
マルチカー・TREMOシリーズ
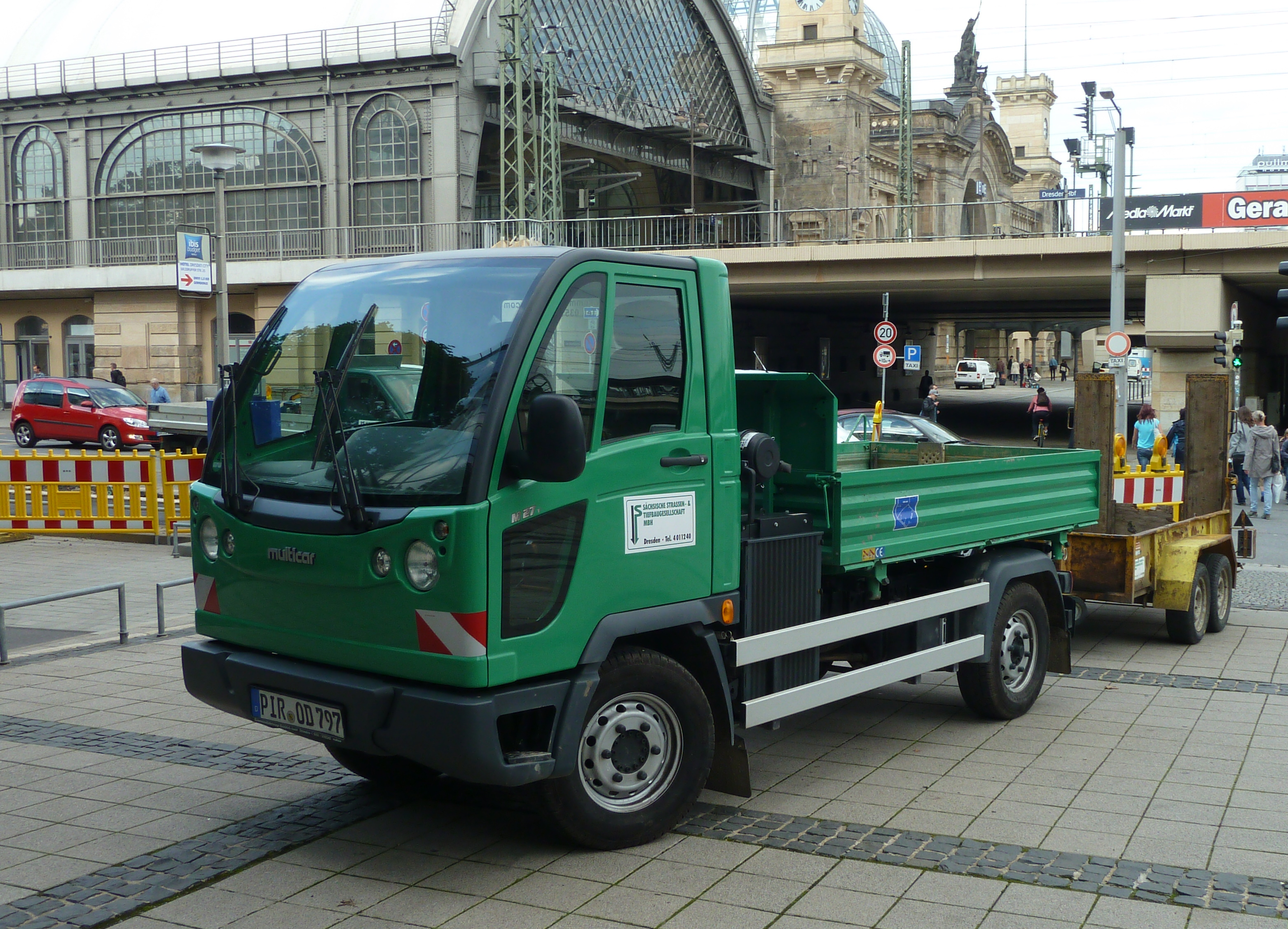
マルチカー・M27型
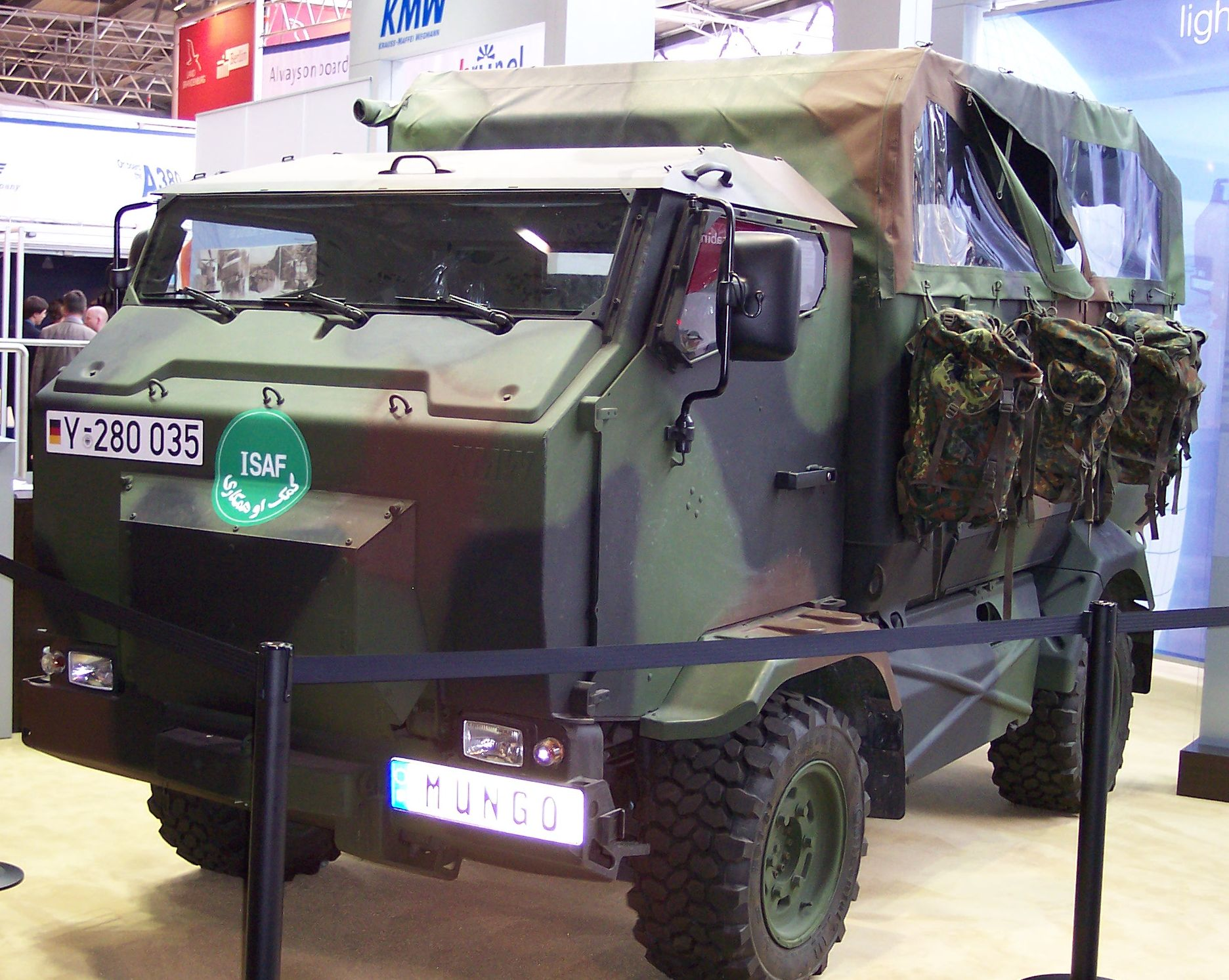
クラウス・マッフェイ・ヴェークマン社と協力してドイツ軍向けに生産する装甲車、「ESK ムンゴ」